# Бранд, Ханс
Ханс Бранд (нем. Hans Brand, 1879, Байройт, Германская империя — 1959, Поттенштайн, ФРГ) — немецкий геолог, руководящий сотрудник Аненербе, штандартенфюрер СС.

## Биография
Дипломированный геолог и горный инженер. Кандидат наук. Долгое время преподавал в реальной гимназии в Мюнхене. С 1922 года занимался разработкой Дьявольской пещеры (нем. Teufelshöhle) во Франконской Швейцарии.
С 1931 года член Стального шлема. В 1933 году вступил в Национал-социалистический союз учителей, в 1935 — в НСДАП. В 1939 году вступил в СС (членский номер 340.782), служил в аппарате высшего руководителя СС и полиции в Италии, где занимался формированием карстовых частей СС. Одновременно руководил исследовательским отделом карстов и пещер Аненербе. Бойцы этих частей в 1942—1945 годах тренировались в учебном лагере внешнего филиала концентрационного лагеря Флоссенбюрг. В подготовке учебного процесса, в том числе в расширении Дьявольской пещеры, было задействовано порядка 700 узников концлагеря. В конце войны дивизия СС «Карстъегер», созданная из кадров Бранда, участвовала в антипартизанских акциях и карательных операциях на Балканах.
После войны Бранд работал в Поттенштайне в области туризма. В 1948 году стал почётным гражданином города. В 1961 году в его честь была переименована улица и установлена мемориальная доска, которая, однако, вскоре была снята из-за ассоциаций с нацистским прошлым Бранда.

## Сочинения
- Lagerstättenkunde einiger Braunkohlenbecken des Fichtelgebirges. Erlangen : Geolog. Inst. d. Universität, 1954.